# Cephalothrix
Cephalothrix  (лат.) — род класса палеонемертин из отряда Archinemertea.

## Биологическое описание
В род входят длинные, тонкие, нитевидные черви, часто сворачивающиеся в спираль. Длина тела от нескольких миллиметров до 1 метра (C. major). Рот находится далеко позади мозга. Голова узкая до очень тонкой. В стенке тела диагональная мускулатура располагается под эпидермисом. Внутренний кольцевой слой мышц стенки тела имеется, но нередко почти не различим на поперечных гистологических срезах. В продольной мускулатуре располагаются нервные тяжи. Органы чувств у взрослых особей отсутствуют, но у личинок имеется пара глаз и тактильные цирри. Нефридии многочисленные, с грибовидной терминальной частью. Развитие со свободноплавающей личинкой. Некоторые виды содержат высокие концентрации тетродотоксина. 

## Виды
В роде насчитывают около 35 видов:
- Cephalothrix adriatica Senz, 1993
- Cephalothrix aliena Punnett, 1903
- Cephalothrix arenaria Hylbom, 1957
- Cephalothrix armata Ulyanina, 1870
- Cephalothrix atlantica Gerner, 1969
- Cephalothrix bipunctata Bürger, 1892
- Cephalothrix buergeri Wijnhoff, 1913
- Cephalothrix fascicula Iwata, 1952
- Cephalothrix filiformis Johnston, 1828
- Cephalothrix gaimardi Senz, 2000
- Cephalothrix galatheae Dieck, 1874
- Cephalothrix germanica Gerner, 1969
- Cephalothrix hermaphroditica Gibson, Sanchez et Mendez, 1990
- Cephalothrix hongkongiensis Gibson, 1990 (=Procephalothrix arenarius Gibson, 1990)[2]
- Cephalothrix iwatai Chernyshev, 2013
- Cephalothrix kefersteini Senz, 2000
- Cephalothrix kiliensis Friedrich, 1935
- Cephalothrix lactea Senz, 1993
- Cephalothrix linearis (Rathke, 1799)
- Cephalothrix lineata Claparède, 1862
- Cephalothrix major Coe, 1930
- Cephalothrix mediterranea Gerner, 1969
- Cephalothrix mokievskii  (Korotkevich, 1982)
- Cephalothrix notabilis Iwata, 1954
- Cephalothrix oestrymnica Junoy & Gibson, 1991
- Cephalothrix orientalis Gibson, 1990
- Cephalothrix pacifica Gerner, 1969
- Cephalothrix paragermanica Senz, 1993
- Cephalothrix queenslandica Sunberg, Gibson et Olsson, 2003
- Cephalothrix quequenensis Moretto, 1974
- Cephalothrix rufifrons (Johnston, 1837)
- Cephalothrix simula Iwata, 1952
- Cephalothrix spiralis Coe, 1930
- Cephalothrix suni Chernyshev et Polyakova, 2021
- Cephalothrix viridis Chapuis, 1886